# Хіва-Оа
Хіва-Оа (фр. Hiva Oa) — один з островів архіпелагу Маркізьких островів, який входить до складу Французької Полінезії, заморської території Франції. Він є другим за величиною островом цього архіпелагу.
Хіва-Оа розташований у південній частині Маркізьких островів у Тихому океані. Його площа складає приблизно 315 км², що робить його другим за розміром островом архіпелагу після Нуку-Хіви. Острів вулканічного походження, із гірським рельєфом і крутим узбережжям. Найвища точка острова — гора Теметіу (Temetiu), висота якої становить 1213 метрів. Клімат на острові тропічний, із досить високою вологістю. Узбережжя оточене кораловими рифами, а внутрішні райони покриті густою тропічною рослинністю.
Острів Хіва-Оа здавна був заселений полінезійцями, які створили тут розвинену культуру з унікальною міфологією, мистецтвом і архітектурою. Острів славиться своїми тикамі — кам’яними статуями, які є найбільшими в Полінезії після статуй острова Пасхи. У 1595 році острів відкрив іспанський мандрівник Альваро де Менданья де Нейра, але європейці почали активно досліджувати його лише в XIX столітті. У 1842 році Маркізькі острови, включаючи Хіва-Оа, були оголошені протекторатом Франції. 
Хіва-Оа відомий завдяки французькому художнику Поль Гогену, який провів тут останні роки свого життя. На острові збереглися його будинок і могила, а також музей, присвячений його творчості. Острів також є місцем поховання бельгійського співака Жака Бреля, який оселився тут у 1970-х роках.
Економіка острова базується на сільському господарстві, рибальстві та туризмі. Основні сільськогосподарські культури — кокоси, таро, банани та інші тропічні фрукти.
1. ↑  https://www.ispf.pf/fiche-geo/Commune%20-%20Hiva%20Oa
2. ↑  https://www.insee.fr/fr/statistiques/6690032